# Quello che vuole la tecnologia
Quello che vuole la tecnologia è un libro di Kevin Kelly sulla tecnologia come estensione della vita, pubblicato in Italia nel 2011.

## Edizioni
- Kevin Kelly. What Technology Wants. New York, Viking Press, prima edizione originale inglese, 14 ottobre 2010, pp 416. ISBN 9780670022151
- Kevin Kelly. Quello che vuole la tecnologia. traduzione di Giuliana Olivero, Torino, Codice Edizioni, prima edizione italiana, 22 febbraio 2011, pp 410. ISBN 978-88-7578-184-2